# Anne François Augustin de La Bourdonnaye
Anne François Augustin de La Bourdonnaye (Guérande, 18 luglio 1745 – Dax, 6 ottobre 1793) è stato un generale e nobile francese che comandò brevemente tre eserciti durante i primi anni della guerra della prima coalizione.

## Biografia
Aristocratico, si arruolò nell'esercito reale francese come cadetto durante la Guerra dei sette anni e combatté la Battaglia di Vellinghausen. Scalò i ranghi fino a diventare un maresciallo di campo (Brigadier generale) nel 1788 e un tenente generale nel 1792. Durante la campagna di Valmy fu responsabile della difesa della frontiera nord-orientale. Guidò l'Armata dell'Interno di breve durata nel settembre 1792 prima di prendere il comando dell'Armata delle coste per due mesi e mezzo all'inizio del 1793. Si trasferì sul fronte dei Pirenei e divenne comandante ad interim dell'esercito dei Pirenei occidentali nel luglio 1793 prima di ammalarsi e morire pochi mesi dopo.